# Babele (folclor)
Babele sunt personaje din folclorul popular românesc.
Babele erau considerate femei știutoare, inițiate, specialiste în domeniul practicilor divinatorii. Exista și o toponimie a Babelor, a strămoașelor și moașelor mitice, considerate un fel de divinități meteorologice, active la începutul primăverii.

## Tradiții

### Zilele babei
În Dicționarul de simboluri și arhetipuri culturale, Ivan Evseev arată că „în mitologia calendaristică sunt prezente în forma Zilelor Babelor (1-9/12 martie), marcând timpul schimbător și capricios de primavară (…) ascendența principiului feminin în viața naturii, societății și psihologiei individuale”.
Potrivit tradiției, primele nouă zile ale lunii martie sunt considerate babe.
Metoda de a-ți alege baba este in funcție de ziua de naștere, dacă ziua se află între 1 si 9 ale oricărei luni atunci și baba va fi în ziua respectivă, de exemplu dacă este cineva născut pe 6 august baba lui va fi pe 6 martie; dacă data nasterii este formata din două cifre atunci se procedează astfel: de exemplu cineva este născut pe 23 decembrie, ziua în care îi pică baba se calculează astfel 2 + 3 = 5, deci baba este pe 5 martie. Astfel, zilele luminoase, însorite sunt aducătoare de fericire, noroc și belsug, în timp ce vremea rece, cu ploi și ninsori înseamna lacrimi, necazuri, sărăcie, neîmpliniri.

## Legenda Babelor
De legenda Babei Dochia sunt legate numele culmii Babele din masivul Bucegi și ale primelor nouă zile ale lunii martie.
Mitul babelor este asociat în cultura populară cu Baba Dochia. Legenda spune că Baba Dochia avea un fiu, Dragobete, care i-a dus acasă noră împotriva voinței ei. Pentru a-și necăji nora, într-o zi rece de iarnă, i-a dat acesteia un ghem de lână neagră și a trimis-o la râu să-l spele, spunându-i să nu se întoarcă până când lâna nu devine albă. Fata a încercat să spele lâna, dar chiar dacă degetele sale au început să sângereze, culoarea lânii rămânea tot neagră. De disperare, pentru că nu se putea întoarce acasă la soțul iubit, a început să plângă. Impresionat de durerea fetei, Domnul Iisus Hristos i-a apărut în cale și i-a dat o floare roșie, spunându-i să spele lâna cu ea. Mulțumindu-i, fata a pus floarea în apă, a spălat lâna și a constatat cu uimire că lâna s-a albit. Fericită că a reușit să ducă la bun sfârșit această sarcină grea fata se întoarce acasă. Auzind povestea fetei, Baba Dochia se înfurie crezând că este primăvară, deoarece Mărțișor îi putuse oferi o floare fetei. Pornește îmbrăcată în nouă cojoace (unele variante povestesc de 12) în căutarea primăverii. Pe parcursul călătoriei soarele puternic o face să își scoată rând pe rând, cele nouă cojoace pe care le purta, până rămâne fără nici unul. Vremea se schimbă brusc și Baba Dochia îngheață.

## Alte personaje populare
Baba Cloanța, Baba Hârca, Baba-Mija sunt personaje din basmele și legendele populare, având înfățișarea unor femei bătrâne și fiind considerate ființe cu puteri supranaturale.
În mitologia românescă Babele ocupă un rol important. Cea mai importantă Babă este Baba Dochia. Marele critic literar român George Calinescu afirmă despre Mitul Babei Dochia, că acesta, „face parte din cele 4 mituri fundamentale care au modelat cultura și spiritualitatea românească alături de Miorița, Meșterul Manole și Zburătorul.”
Alte Babe din mitologia românească sunt:
„Baba Cloanța, [...]
Baba Coja, [...]
Baba Hârca, [...]
Baba Oarba,” apoi mai este
„Baba Mija” de numele căruia se leagă „un joc de copii”. Jocul de copii denumit „de-a mija este numele dat mai multor jocuri de copii: a) de-a v-ați ascunselea, [...] b) [...] de-a baba-mija,  de-a baba-oarba.” De numele Babei Mija se mai leagă și un dans țărănesc numit „de-a baba-mija.”
Pe teritoriul României a existat și un cult al acestor Babe dovadă este „venerarea unor monumente megalitice de forma unor pietre antropomorfe naturale, care se numesc în mod curent - Babe.” Cele mai cunoscute Babe megalitice de la noi din țară sunt, Babele din  Munții „Bucegi, și Ceahlău”.